# Hồ Nhất Thiên
Hồ Nhất Thiên (tiếng Trung: 胡一天; bính âm: Hú Yītiān; tiếng Anh: Hu Yitian) (sinh ngày 26 tháng 12 năm 1993) là một diễn viên, người mẫu người Trung Quốc, nổi tiếng nhờ vai diễn Giang Thần trong bộ phim Gửi thời thanh xuân ngây thơ tươi đẹp.

## Tiểu sử
Hồ Nhất Thiên theo học ngành Thiết kế cảnh quan tại Đại học Bách khoa Hàng Châu. Trước khi trở thành diễn viên nổi tiếng, anh từng có một khoảng thời gian ngắn làm người mẫu. Sau một thời gian yên lặng vì scandal tình cảm, anh đã trở lại với vai thứ chính trong phim Thân Ái, Nhiệt Ái (Cá Mực Hầm Mật).

## Phim tham gia

### Phim truyền hình/Phim chiếu mạng
| Năm  | Tên tiếng Việt                                     | Tên tiếng Anh                      | Tên tiếng Trung    | Vai diễn          | Bạn Diễn         | Vai trò       | Kênh phát sóng |
| 2017 | Hạ Chí Chưa Tới                                    | Rush to the Dead Summer            | 夏至未至           | Âu Tuấn           |                  | Vai phụ       | Hồ Nam TV      |
| 2017 | Gửi thời thanh xuân ngây thơ tươi đẹp              | A Love So Beautiful                | 致我们单纯的小美好 | Giang Thần        | Thẩm Nguyệt      | Vai chính     | WeTV           |
| 2019 | Thân Ái, Nhiệt Ái (Cá Mực Hầm Mật)                 | Go Go Squid!                       | 蜜汁燉魷魚         | Ngô Bạch (Dt)     | Vương Chân Nhi   | Vai thứ chính | WeTV, IQIYI    |
| 2020 | Tân Tuyệt Đại Song Kiều                            | Handsome Siblings                  | 绝代双骄           | Hoa Vô Khuyết     | Lương Tịnh Nhàn  | Vai chính     | IQIYI, CCTV    |
| 2020 | Dân Quốc Kỳ Thám                                   | My Roommate is a Detective         | 民国奇探           | Lộ Nghiêu         | Tiêu Yến         | Vai chính     | IQIYI          |
| 2020 | Hoa Hồng Thời Gian Trong Gió Bão                   | You Complete Me                    | 小风暴之时间的玫瑰 | Cao Sơn           | Kiều Hân         | Vai chính     | WeTV           |
| 2021 | Thầm Yêu Quất Sinh Hoài Nam                        | Unrequited Love                    | 暗恋橘生淮南       | Thịnh Hoài Nam    | Hồ Băng Khanh    | Vai chính     | WeTV           |
| 2021 | Thân Ái Chí Ái (Thời Đại Của Anh, Thời Đại Của Em) | Go Go Squid 2: Dt. Appledog's Time | 我的时代, 你的时代 | Dt Ngô Bạch       | Lý Nhất Đồng     | Vai chính     | WeTV, IQIYI    |
| 2021 | Thanh Xuân Tu Tảo Vi                               | Youth Should Be Early              | 青春须早为         | Trịnh Càn         | Chung Sở Hy      | Vai chính     | Mango TV       |
| 2022 | Xin Chào, Tay Súng Thần                            | Hello, the Sharpshooter            | 你好，神枪手       | Thẩm Thanh Nguyên | Hình Phi         | Vai chính     | WeTV           |
| 2022 | Bằng Lan Nhất Phiến Phong Vân Khởi                 | Defying the Storm                  | 凭栏一片风云起     | Trương Khải       | Chương Nhược Nam | Vai chính     | Mango TV       |
| 2022 | Dân Quốc Đại Trinh Thám                            | Checkmate                          | 民国大侦探         | Tư Đồ Nhan        | Trương Hinh Dư   | Vai chính     | IQIYI          |
| 2022 | Siêu Thời Không Lãng Mạn                           | See You Again                      | 超时空罗曼史       | Hướng Tần Vũ      | Trần Ngọc Kỳ     | Vai chính     | IQIYI          |
| 2024 | Xin Hãy Yêu Anh Như Thế                            | Men in Love                        | 請和這樣的我戀愛吧 | Diệp Hàm          | Lương Khiết      | Vai chính     | IQIYI          |
| 2024 | Tích Hoa Chỉ                                       | Blossoms in Adversity              | 惜花芷             | Cố Yến Tích       | Trương Tịnh Nghi | Vai chính     | Youku          |

## Đĩa hát
| Năm  | Tên bài     | Tên tiếng hoa | Album                                             |
| ---- | ----------- | ------------- | ------------------------------------------------- |
| 2017 | "Như là mơ" | 是梦吧        | Gửi thời thanh xuân đơn thuần đẹp đẽ của chúng ta |

## Các chương trình, gameshow đã tham gia
- Happy camp - phát sóng 23/12/2017
- Show thực tế 24h - từ 01/201 đến 03/2018
- Happy camp - phát sóng 20/01/2018
- Happy camp - phát sóng 31/03/2018
- Sáng tạo 101 - 06/2018
- Happy camp - phát sóng 30/06/2018
- Tiểu tử nhà tôi - 07/2018
- Tân Vũ lâm đại hội - 04/08/2018
- Happy Camp - phát sóng 17/11/2018
- Happy Camp - phát sóng 12/01/2019
- Hán tự thần kỳ 2019
- Thiên thiên hướng thượng/Ngày ngày tiến lên - 25/08/2019
- Happy Camp - phát sóng 25/04/2020

Các sự kiện đã tham gia:
- Doki Tinh Quang - 03/12/2017
- Quốc kịch thịnh điển - 16/12/2017
- Cosmos Vẻ đẹp thời thượng thịnh điển - 17/12/2017
- Đêm nhạc tất niên - 31/12/2017
- Tuần lễ thời trang Milan - từ 13/01/2018 đến 15/01/2018
- Sự kiện bán đấu giá của KFC - 08/02/2018
- Hồ Nam Thị Vệ Hoa nhân Xuân vãn 2018 - phát sóng 16/02/2018
- Đông Phương Thị Vệ Xuân Vãn 2018 - phát sóng 16/02/2018
- Ngày hội âm thanh Lệ Chi 05/05/2018
- Sự kiện thương hiệu Versace - 09/09/2018
- Sinh nhật 18 tuổi của Lại Y Phần - 12/09/2018
- Event Molsion - 25/04/2019
- Hoạt động thương hiệu CHANEL tại Thượng Hải - 05/05/2019
- Sự kiện ra mắt đồng hồ J12 CHANEL - 11/06/2019
- Sự kiện thương hiệu LONGINES - 08/02/2019

Các hãng đại diện, thương hiệu tham gia:
- Lệ Chi/Lizhi
- Hãng mặt nạ Nhất Diệp Tử/Oneleaf
- Game Thiện nữ u hồn
- Hãng đồ ăn nhanh Lại Y Phần/LYFen